# Frank E. Eulner
Frank E. Eulner (* 1963) ist ein US-amerikanischer Tontechniker.

## Leben
Eulner begann seine Karriere Mitte der 1980er Jahre und hatte sein Debüt mit David Lynchs Thriller Blue Velvet. Er war zwischen 1999 und 2013 elf Mal für den Golden Reel Award nominiert, den er 1999 für Der Soldat James Ryan und 2013 für Ralph reichts gewinnen konnte. 2001 wurde er für Dinosaurier mit dem Satellite Award in der Kategorie Bester Tonschnitt ausgezeichnet. 2009 erhielt er gemeinsam mit Christopher Boyes eine Nominierung für den Oscar in der Kategorie Bester Tonschnitt für den Superheldenfilm Iron Man.

## Filmografie (Auswahl)
- 1986: Blue Velvet
- 1990: Land der schwarzen Sonne (Mountains of the Moon)
- 1991: Backdraft – Männer, die durchs Feuer gehen (Backdraft)
- 1993: Die Wiege der Sonne (Rising Sun)
- 1995: Jumanji
- 1996: Mars Attacks!
- 1998: Der Soldat James Ryan (Saving Private Ryan)
- 2001: Lara Croft: Tomb Raider
- 2004: Hellboy
- 2008: Iron Man
- 2010: Iron Man 2
- 2012: Marvel’s The Avengers
- 2015: Avengers: Age of Ultron
- 2019: Der König der Löwen (The Lion King)

## Auszeichnungen (Auswahl)
- 2001: Satellite Award in der Kategorie Bester Tonschnitt für Dinosaurier
- 2009: Oscar-Nominierung in der Kategorie Bester Tonschnitt für Iron Man